# 川西町 (奈良縣)
川西町（日语：／ Kawanishi chō */?）是位於日本奈良縣北部的行政區劃，轄區位於奈良盆地中央區域，境內皆為平原地形，以大和川為北界。
特產有結崎蔥。

## 人口
| 川西町人口分布圖 |                                               |  |
| 川西町與日本全國年齡別人口分布比較圖 （2005年資料） | 川西町的年齡、男女別人口分布圖 （2005年資料） |  |
| ■紫色是川西町 ■綠色是全国 | ■藍色是男性 ■紅色是女性                       |  |
| 川西町人口變化 \| 1970年 \| 6,269人 \| \| \| 1975年 \| 7,492人 \| \| \| 1980年 \| 9,446人 \| \| \| 1985年 \| 9,670人 \| \| \| 1990年 \| 9,650人 \| \| \| 1995年 \| 9,847人 \| \| \| 2000年 \| 9,422人 \| \| \| 2005年 \| 9,174人 \| \| \| 2010年 \| 8,653人 \| \| \| 2015年 \| 8,485人 \| \| \| 2020年 \| 8,167人 \| \| |                                               |  |
| 資料來源：日本總務省統計中心提供之人口普查數據 |                                               |  |
| 1970年 | 6,269人                                       |  |
| 1975年 | 7,492人                                       |  |
| 1980年 | 9,446人                                       |  |
| 1985年 | 9,670人                                       |  |
| 1990年 | 9,650人                                       |  |
| 1995年 | 9,847人                                       |  |
| 2000年 | 9,422人                                       |  |
| 2005年 | 9,174人                                       |  |
| 2010年 | 8,653人                                       |  |
| 2015年 | 8,485人                                       |  |
| 2020年 | 8,167人                                       |  |

## 歷史
現在的川西町範圍在令制國時代屬於大和國城下郡，轄內有約建於5世紀的島之山古墳；江戶時代此地屬於郡山藩領地，19世紀末明治維新後，曾先後隸屬郡山縣、奈良縣、堺縣、大阪府，直到1887年重新恢復設立奈良縣後，才再次隸屬奈良縣。
1889年日本實施町村制，設立川西村，相對於奈良盆地內其他區域，此地發展較為遲緩，直到1975年才升格為川西町。

## 交通

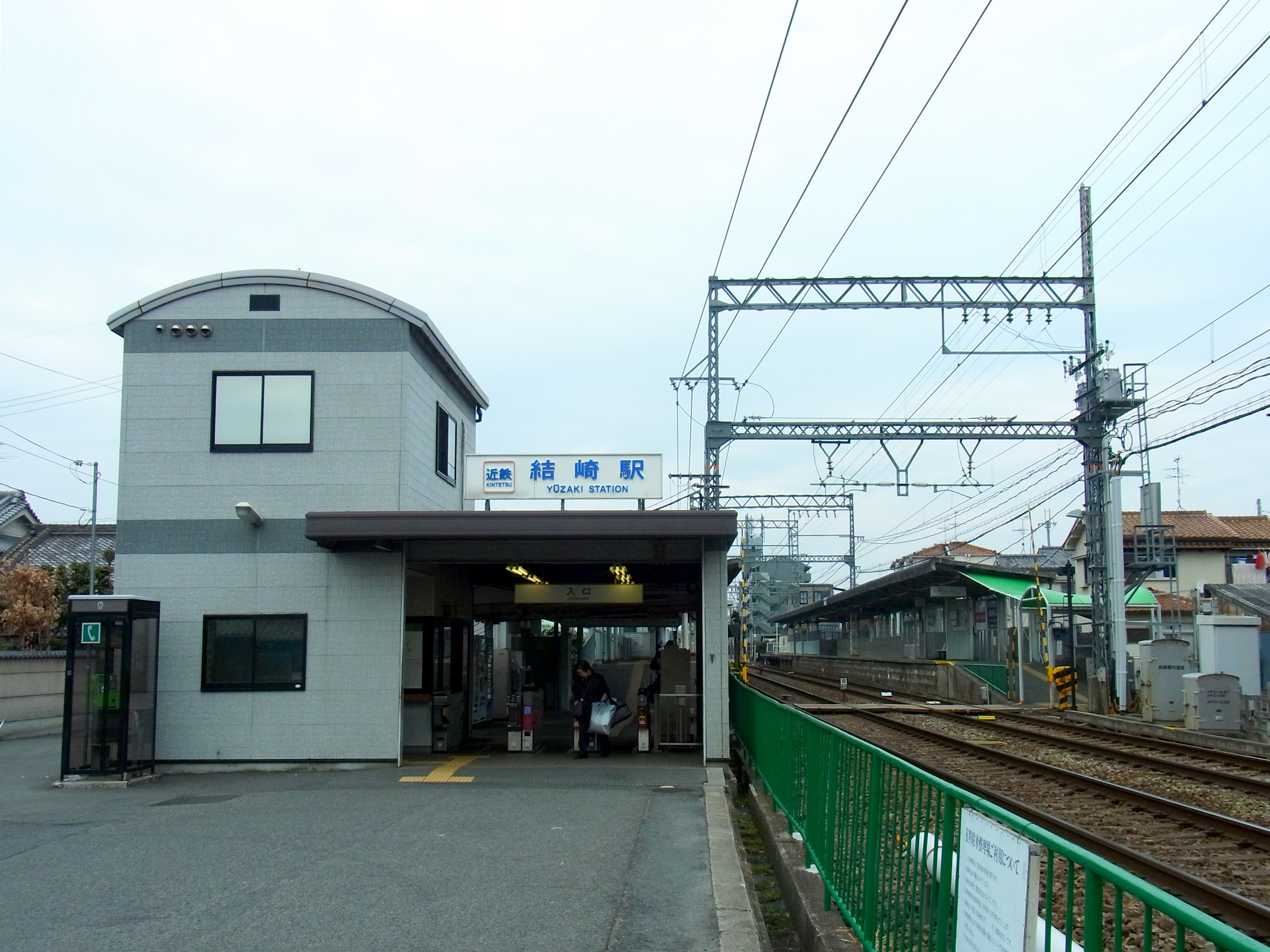
結崎車站

近畿日本鐵道橿原線以南北向通過轄區東部，並設有結崎車站。

### 鐵路
- 近畿日本鐵道
  - 橿原線：（←大和郡山市） - 結崎車站 - （三宅町→）

## 教育
由於轄區人口少，面積也小，境內僅有一所町立川西小學校，中學則是與北側的三宅町共同設立組合立式下中學校，校址也直接設於兩町的邊界上。

## 外部連結
- （日語） 奈良縣川西町的Facebook專頁
- （日語） 奈良縣川西町的Instagram帳戶
- （日語） YouTube上的奈良縣川西町頻道